# Corretivo

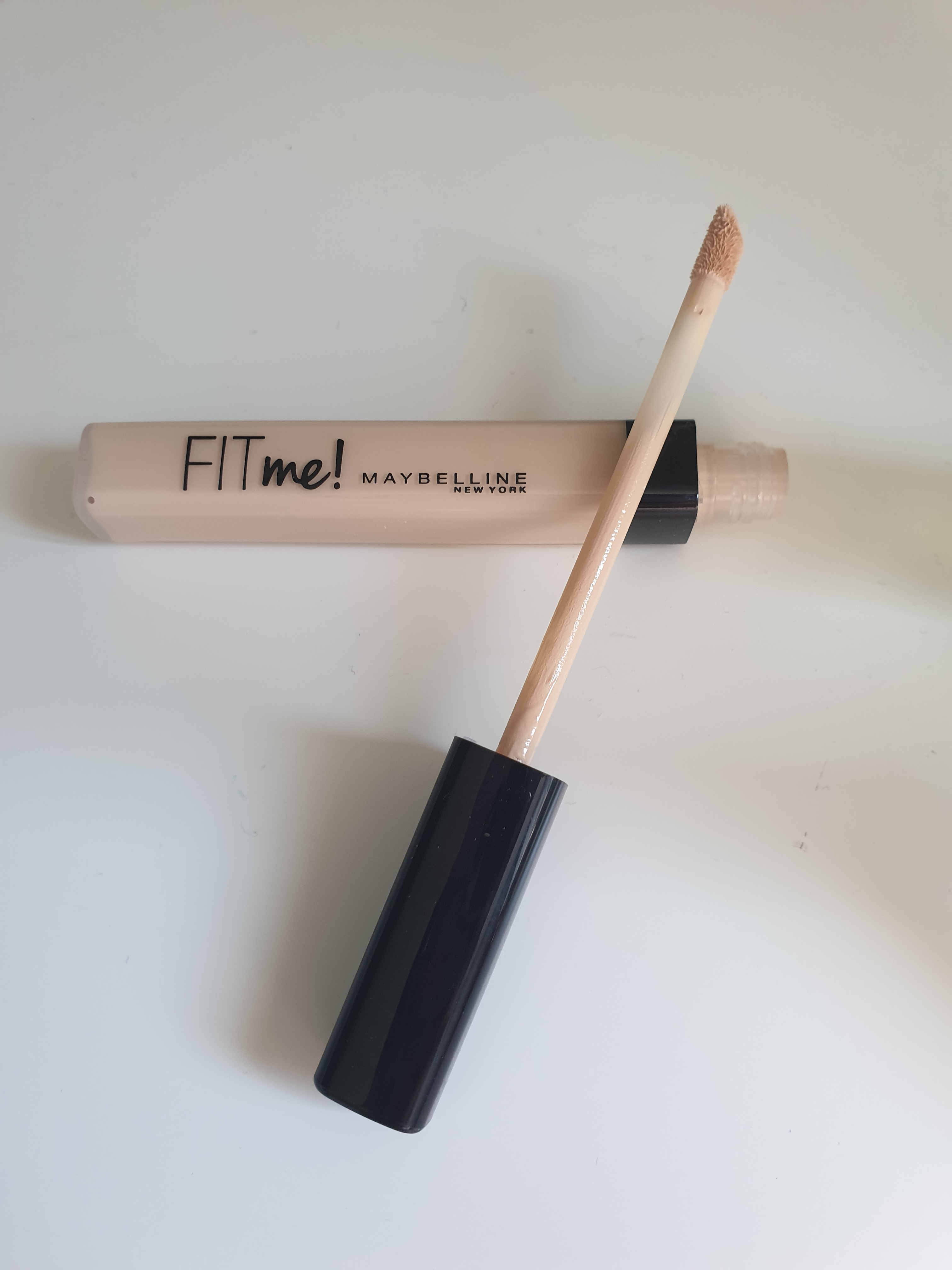
Corretivo líquido

Em cosmética, um corretivo é um elemento da maquiagem capaz de dar uniformização à pele, amenizando olheiras de uma noite mal dormida e disfarçando manchas, cicatrizes e espinhas. Por vezes, antecede o uso da base e do pó compacto.

## Demais tipos de maquiagem
- Batom
- Blush
- Rímel
- Delineador
- Gloss
- Sombra
- Pó compacto
- Base
- Filtro solar (que também pode ser considerado um passo ideal para a maquiagem)
- Lápis de olho
- Lápis para os lábios